# Paolo Baratta (homme politique)
Pour les articles homonymes, voir Paolo Baratta et Baratta.
Paolo Baratta (né le 11 novembre 1939 à Milan) est un économiste et homme politique italien.

## Biographie
Il a été ministre des gouvernements Amato, Dini et Ciampi, puis a été nommé président de la biennale de Venise.